# Estação Ferroviária de Vale do Peso
A Estação Ferroviária de Vale do Peso, originalmente denominada de apenas de Peso (nome anteriormente grafado como "Pezo"), é uma interface ferroviária desactivada do Ramal de Cáceres, que servia nominalmente a localidade de Vale do Peso, no distrito de Portalegre, em Portugal.

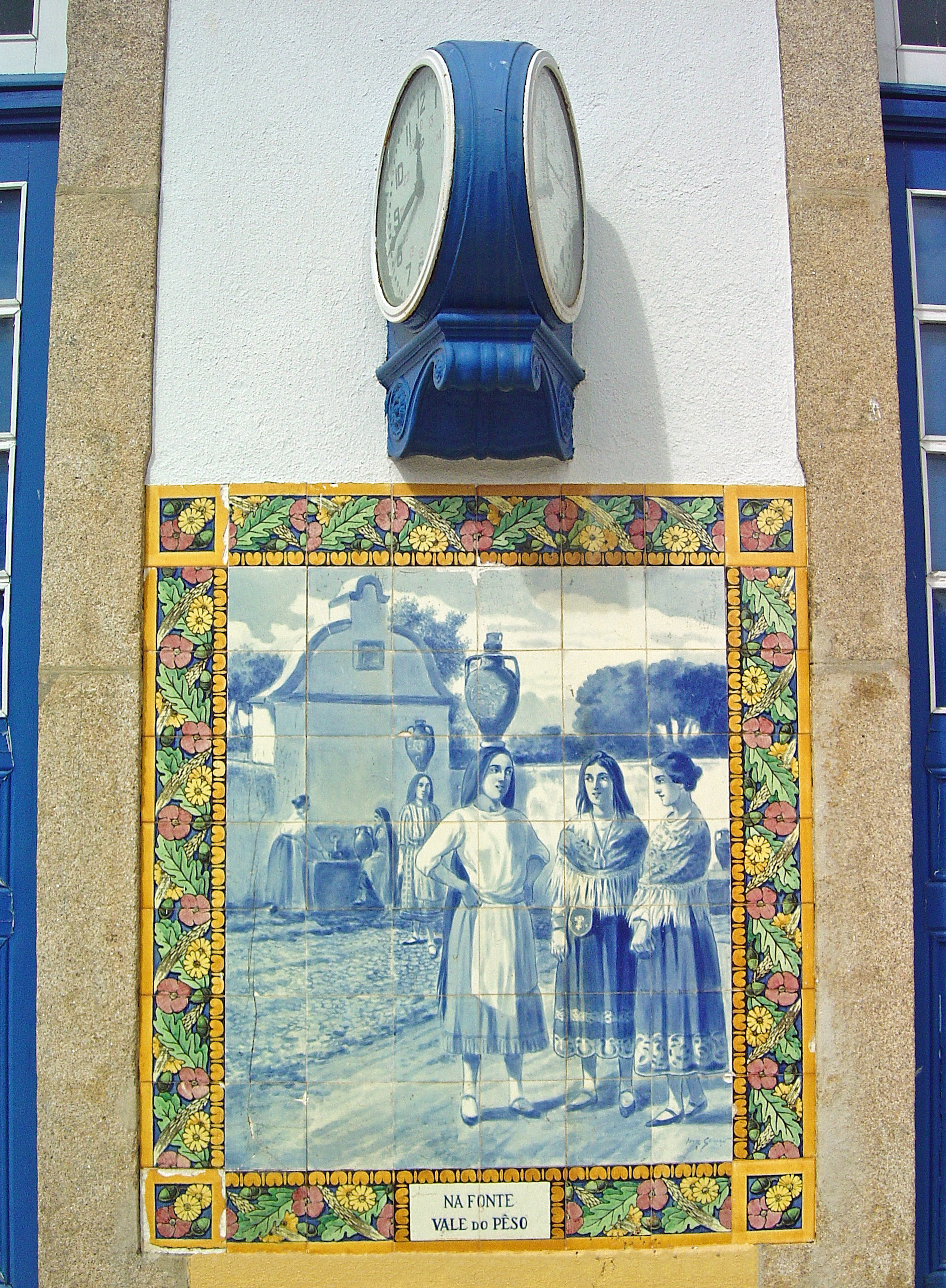
Relógio da estação e um dos painéis azulejares, em 2011.

## Descrição

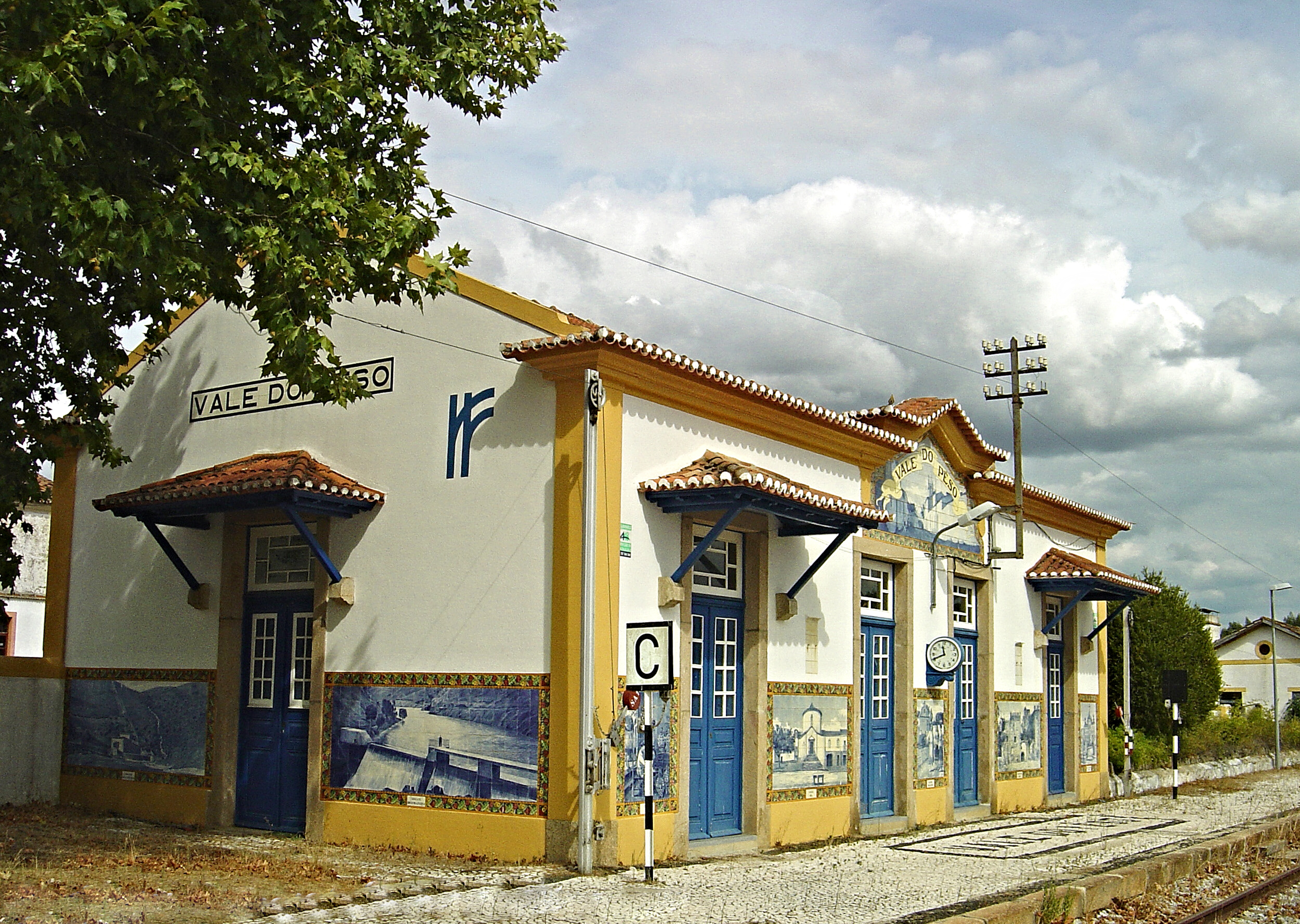
A estação de Vale do Peso, em 2011.

### Localização e acessos
A estação encerrada situa-se a 2,3 km da localidade epónima, via EM245 (desnível acumulado de +35−60 m).

### Caraterização física
Em janeiro de 2011, esta estação tinha duas vias de circulação, ambas com 375 m de comprimento, e duas plataformas, que apresentavam 81 e 54 m de extensão, e 20 e 25 cm de altura. O edifício de passageiros situa-se do lado norte da via (lado esquerdo do sentido ascendente, para Cáceres).

#### Decoração
A estação está adornada com 8 painéis de azulejos, representando cenas e costumes tradicionais da região nos princípios do Século XX, como indumentária e olaria; um dos quadros é Fonte Setessentista — Alpalhão. A estação foi decorada pelo artista Jorge Colaço.

## História

### Construção e inauguração
O Ramal de Cáceres foi totalmente construído pela Companhia Real dos Caminhos de Ferro Portugueses, tendo as obras sido iniciadas em 15 de julho de 1878; esta ligação entrou ao serviço no dia 15 de outubro do ano seguinte, mas a abertura oficial só se realizou em 6 de junho de 1880.

### Século XX

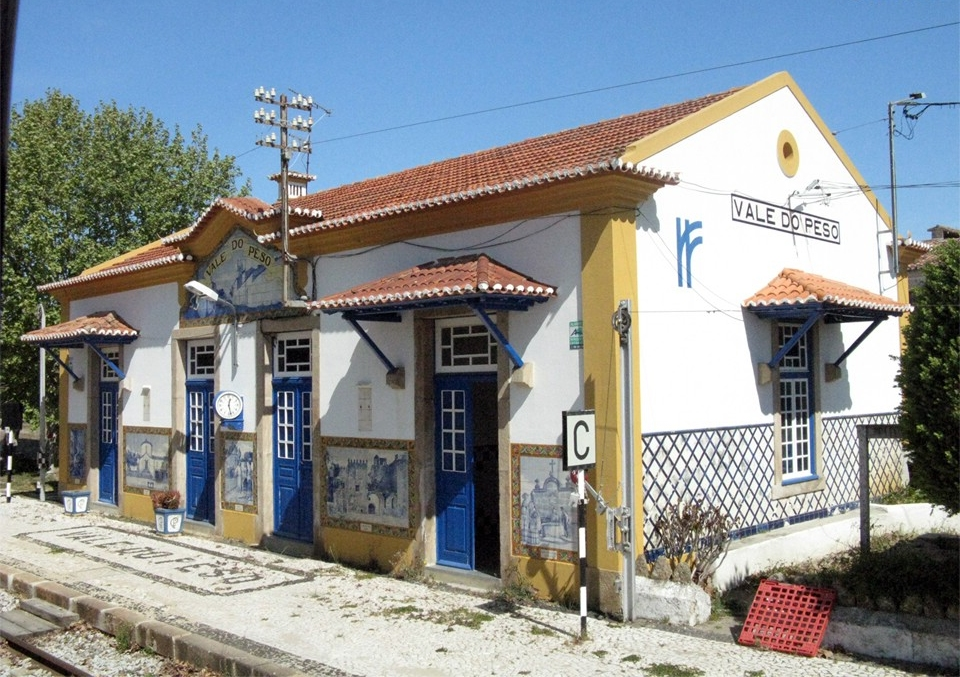
A estação de Vale do Peso, em 2009.

Em 1913, existia uma carreira de diligências ligando Nisa à estação de Peso.
Em 1951, foi inaugurado o Apeadeiro de Vale do Peso-A, situado mais perto da localidade epónima.
No XIII Concurso das Estações Floridas, organizado em 1954 pela Repartição de Turismo do Secretariado Nacional de Informação e pela Companhia dos Caminhos de Ferro Portugueses, esta estação recebeu um diploma de menção honrosa simples.

### Século XXI
A operadora Comboios de Portugal suprimiu todos os comboios regionais no Ramal de Cáceres no dia 1 de fevereiro de 2011, ficando esta interface sem quaisquer serviços. No ano seguinte o ramal foi removido pelo regulador da rede em exploração, explicitamente incluindo o interface de Vale do Peso.

Em princípios de 2015, o edifício da estação estava à venda, pela divisão do património da operadora Rede Ferroviária Nacional.